# Roccaraso
Roccaraso – miejscowość i gmina we Włoszech, w regionie Abruzja, w prowincji L’Aquila.

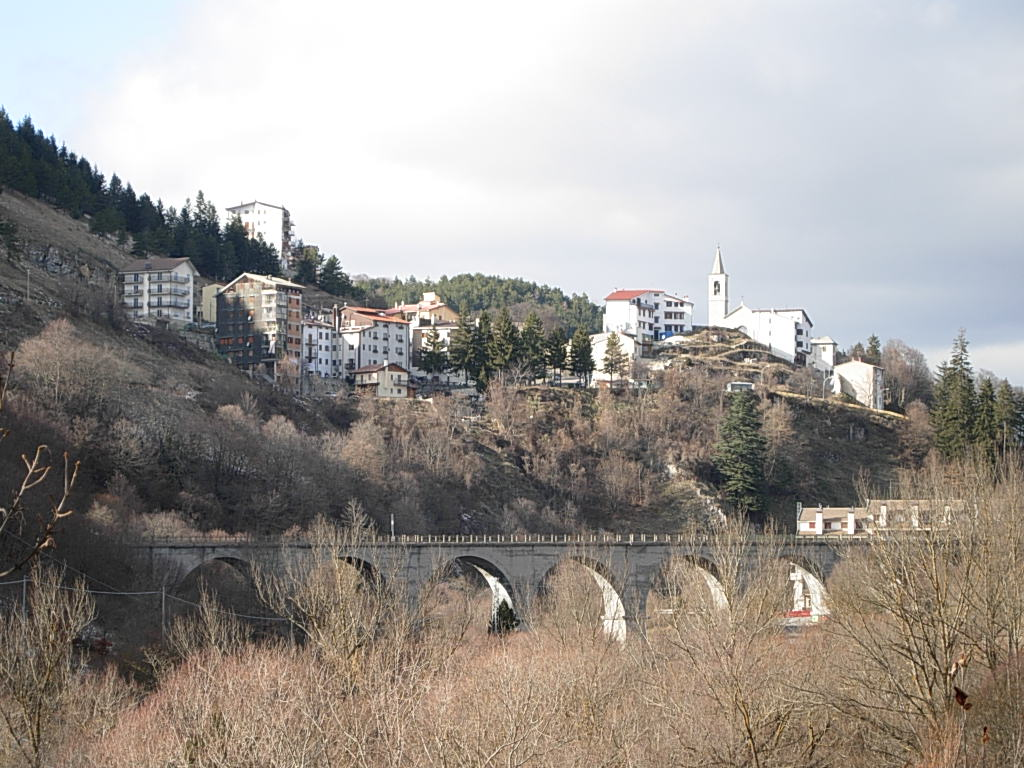
Roccaraso

Według danych na rok 2004 gminę zamieszkiwało 1605 osób, 32,1 os./km².